# Nötabråne
Nötabråne är en  bebyggelse i Asarums socken i Karlshamns kommun i Blekinge län. Mellan 1990 och 2015 klassade SCB området som en småort.  Nötabråne klassades sedan 2015 till 2018 som en del av tätorten Karlshamn, för att från 2020 åter klassas som en separat småort. Öster om Nötabråne avgränsades en mindre bebyggelse är 2000 till en egen småort med småortskod S2699 och bebyggelseområdeskod 1082SB129